# 巴布克湖
53°24′49″N 12°59′26″E / 53.413708°N 12.990466°E
巴布克湖（德語：Babker See），是德國的湖泊，位於該國東北部，由梅克倫堡-前波美拉尼亞州負責管轄，處於梅克倫堡湖區縣，長0.7公里，面積0.1平方公里，海拔高度65米。